# Stefan Mitrović (fotbollsspelare)
Stefan Mitrović, född 22 maj 1990, är en serbisk fotbollsspelare som spelar för Getafe.

## Klubbkarriär
I juni 2018 värvades Mitrović av franska Strasbourg, där han skrev på ett fyraårskontrakt. Den 6 juli 2021 värvades Mitrović av Getafe, där han skrev på ett treårskontrakt.

## Landslagskarriär
Mitrović debuterade för Serbiens landslag den 31 maj 2014 i en 1–1-match mot Panama. I november 2022 blev han uttagen i Serbiens trupp till VM 2022.